# Sand Point (Alaszka)
Sand Point város az USA Alaszka államában, Aleutians East megye megyében, melynek megyeszékhelye is. Lakosainak száma 578 fő (2020. április 1.).

## Népesség
A település népességének változása:
| Lakosok száma | 16   | 952  | 976  | 578  |
|               | 1900 | 2000 | 2010 | 2020 |